# Kilmacow
Kilmacow (irisch Cill Mhic Bhúith, deutsch: Kirche des Mac Bhúith) ist ein Dorf im County Kilkenny im mittleren Süden der Republik Irland und hat 671 Einwohnern nach der Volkszählung 2022. 

## Der Ort
Kilmacow liegt etwa zehn Kilometer nordnordwestlich von Waterford am Kilkenny Blackwater. Im Osten führt die M9 von Waterford nach Dublin am Ort vorbei und im Süden die N24 nach Mooncoin.

## Persönlichkeiten
- Joseph Francis McGrath (1871–1950), Bischof von Baker City (1919–1950)

## Sehenswürdigkeiten
- St. Senan’s Church
- Granagh Castle, etwa fünf Kilometer südlich an der Suir

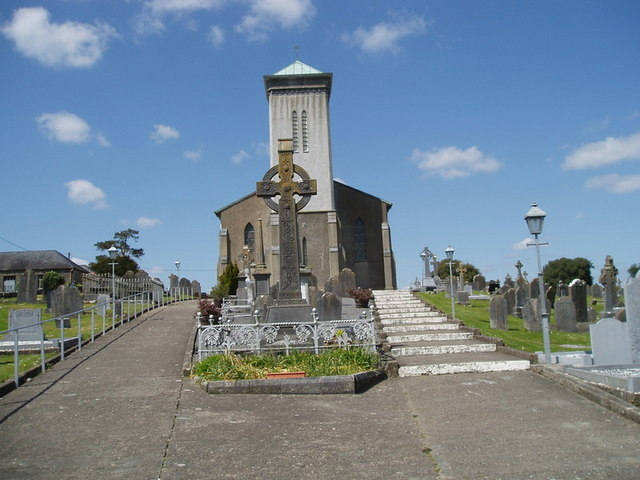
St. Senan’s Church

## Partnerschaft
Mit der französischen Gemeinde Saint-Thurien im bretonischen Département Finistère besteht eine Partnerschaft.